# Georg Lienhardt
Georg Lienhardt OPraem (* 29. Januar 1717 in Überlingen; † 9. Dezember 1783 in Roggenburg) war ein deutscher römisch-katholischer Geistlicher, Prämonstratenser, Abt des Klosters Roggenburg, Theologe und Autor.

## Leben und Werk
Christoph Conrad Xaver Lienhardt (auch: Lienhard oder Lienhart) ging in Überlingen zur Schule und studierte am Jesuiten-Lyceum in Konstanz, sowie an der von den Jesuiten geleiteten Universität Dillingen. 1735 trat er in das Prämonstratenserkloster Roggenburg ein und nahm den Ordensnamen Georg an. Nach seiner Priesterweihe im Jahre 1741 unterrichtete er an der Klosterschule und wurde im Kloster Novizenmeister und Prior. Von 1753 bis zu seinem Tod war er dreißig Jahre lang Abt von Roggenburg. Unter seiner Führung verdoppelte sich die Zahl der Mönche von 20 auf 40. Den kurz vor seiner Wahl durch den Vorgänger Caspar Geisler begonnenen Kirchen- und Klosterneubau prägte er entscheidend (im Zusammenwirken mit dem Baumeister Johann Martin Kraemer und dem Maler Franz Martin Kuen). Ab 1771 war er Generalvikar der Zirkarie Schwaben und ab 1778 Direktor des Schwäbischen Kollegiums der Reichsprälaten im Reichstag in Regensburg. Er starb 66-jährig an einem Schlaganfall.
Lienhardt kaufte 1766 eine bedeutende Bibliothek ein und publizierte selbst zwischen 1746 und 1782 ein Dutzend teils umfangreicher theologischer und ordenshistorischer Werke in lateinischer Sprache, die in jüngster Zeit von dem Prämonstratenser Ulrich Gottfried Leinsle (* 1948) gewürdigt wurden. Zur Dreihundertjahrfeier seines Geburtstags widmete ihm das Kloster 2017 eine Sonderausstellung.
Sein Werk „Ogdoas erotematum …“ wurde im Jahr 1747, ein Jahr nach dem Erscheinen auf den Index gesetzt.

## Werke
- Ogdoas erotematum Ex Octonis Theosophiae Scholasticae Tractatibus Publicae Luci Et Concertationi Exposita. Ulm, Vogel, 1746.
- Exhortator domesticus religiosam animam ad perfectionem excitans seu sermones ascetico-morales seu sermones ascetico-morales, de officio hominis religiosi, Augsburg, Matthäus Rieger, 1754. Zweite Auflage, 1760 (siehe Disciplina tyrocinii, 1761).
- B.V. Mariae Originaria Immunitas A Sequioribus Lamindi Pritanii Censuris Vindicata, Seu Dissertatio Theologica, Augsburg, Mauracher, 1756.
- Causa Sanguinis Et Sanctorum, Seu Cultus Debitus Residuis in terra SS. Sanguinis & S. Crucis Particulis Nec Non Sanctorum Imaginibus, & Sacris Reliquiis Dissertatione Theologica Assertus, Augsburg, Mauracher, 1758.
- Disciplina tyrocinii qua novelli religiosi juxta Evangelium Christi et Regulam S. Augustini Ad Perfectionem efformantur, Seu Exhortatoris Domestici Pars Secunda, Augsburg, Rieger, 1761 (siehe Exhortator domesticus, 1754, 1760).
- Dissertatio Historico-Canonica In Librum Decretalium 3. tit. 35. de Statu Monach. et Canon. Regularium, et tit. 37. de Capellis Monachorum, Günzburg, Wagegg, 1760.
- Ephemerides Hagiologicae ordinis praemonstratensis seu quotidiana sanctorum, beatorum ... memoria. Acta et elogia, Augsburg, Rieger, 1764.
- Auctarium Ephemeridum Hagiologicarum Ordinis Praemonstratensis Seu Nova Centuria Sanctorum, Et Beatorum Eiusdem Candidi Instituti, Augsburg, Rieger, 1767.
- Iustitia causae Wallenhusanae, 1770 (gemeint ist Wallenhausen).
- Spiritus literarius Norbertinus A Scabiosis Casimiri Oudini Calumniis Vindicatus: Seu Sylloge Viros Ex Ordine Praemonstratensi, Scriptis Et Doctrina Celebres, Nec non Eorundem Vitas, Res Gestas, Opera Et Scripta Tum Edita, Tum Inedita Perspicue Exhibens, Augsburg, Rieger, 1771.
- Iter trium dierum in solitudine. 2 Bde., Memmingen, Mayer, 1778–1779.
- Christliche Lehrfrage, wie die allerheiligste Dreyfaltigkeit im Geiste, und Wahrheit könne und solle angebethet und verehret werden? Augsburg, Bils, 1779.
- Lignum Pomiferum Per Singulos Menses Afferens Primitiva, Seu Menstruae Spiritus Recollectiones, Augsburg, Rieger, 1782.